# Таджикско-узбекская граница
Таджикско-узбекская граница (узб. Oʻzbekiston va Tojikiston chegarasi, тадж. Сарҳади Тоҷикистону Ӯзбекистон) — международная граница между Таджикистаном и Узбекистаном. Её длина составляет 1312 километров (815 миль) и проходит от пограничного стыка с Кыргызстаном до пограничного стыка с Афганистаном.

## Описание
Граница начинается на севере в пограничном стыке с Кыргызстаном, проходит на запад, северо-запад, северо-восток вдоль реки Сырдарья и, наконец, на северо-запад, достигая Кураминского хребта. Затем граница проходит по этому хребту на запад, а затем поворачивает на юг в районе узбекского города Алмалык на реке Сырдарья. Следующий участок границы чрезвычайно извилист, с длинным выступом территории Таджикистана (Зафарабадский район) и рядом неровных линий; в конечном итоге граница идёт примерно на юг, а затем резко поворачивает на запад, достигнув Туркестанского хребта. Затем граница имеет форму буквы «С» с Зааминским национальным парком Узбекистана и Туркестанскими горами на севере, Зеравшанским хребтом в середине и Гиссарским хребтом на юге. Затем граница идёт примерно на юг до пограничного стыка с Афганистаном; часть границы проходит по реке Кафирниган (тадж. Кофарниҳон; узб. Kofarnihon) и пересекает хребты Бобокух и Туюнтау.

## Анклавы

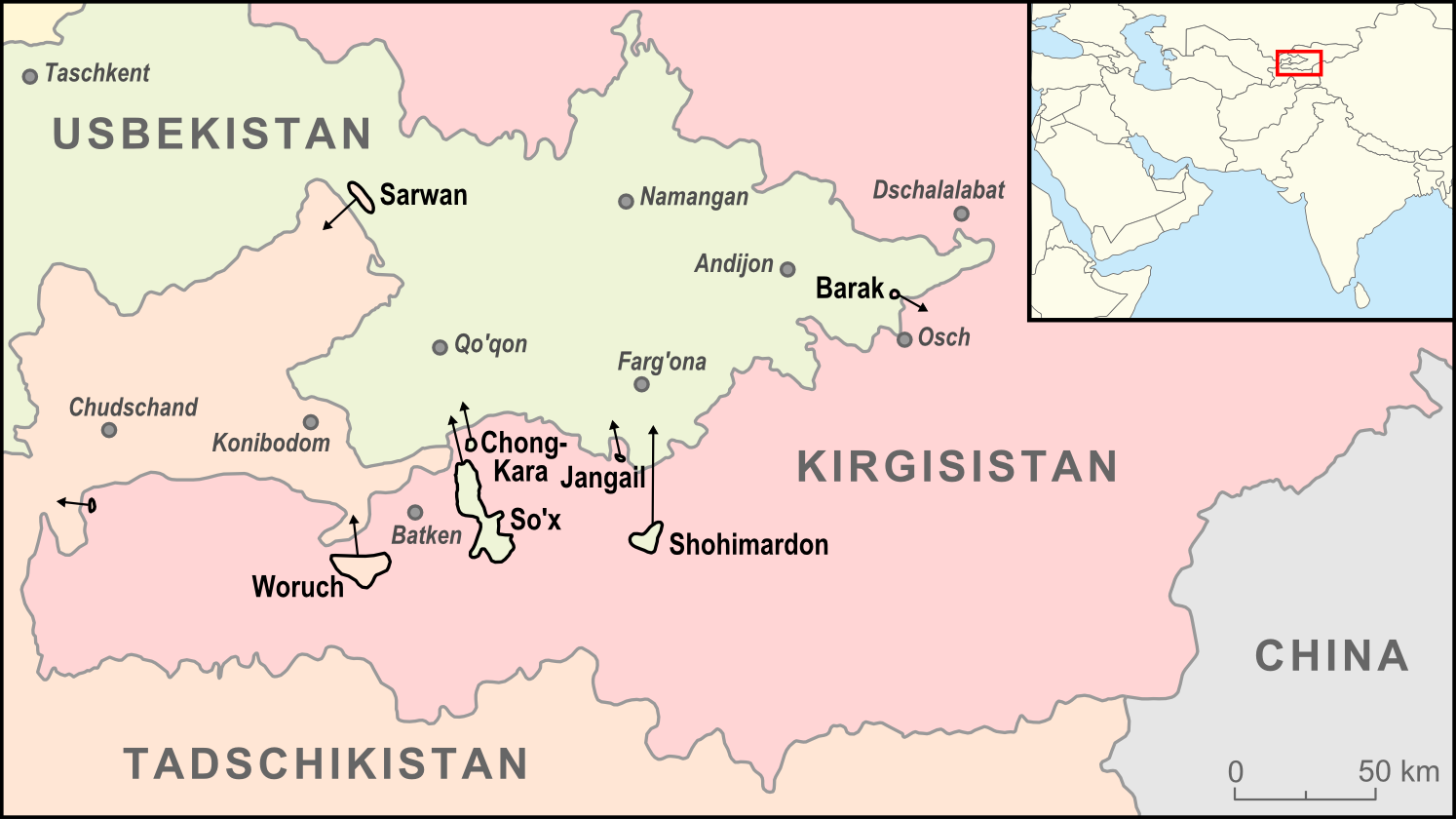
Карта с изображением анклава Сарван в Таджикистане

Вдоль этой границы есть один анклав, Сарвак, длинная и узкая часть таджикской территории, расположенная на территории Узбекистана, к северу от таджикского города Пунук. 

## История
Российская империя завоевала Среднюю Азию в XIX веке, присоединив ранее независимое Кокандское и взяв под свой протекторат Хивинское ханство и Бухарский эмират. После прихода к власти коммунистов в 1917 году и создания Советского Союза в 1922 году, было решено разделить Центральную Азию на этнические республики в рамках процесса, известного как национально-территориальное размежевание. Это соответствовало коммунистической теории, согласно которой национальное самоопределение было необходимым шагом на пути к коммунистическому обществу, а также определению Иосифа Сталина нации как «исторически сложившейся устойчивой общности людей, возникшей на базе общности языка, территории, экономической жизни и психологического склада, проявленных в общей культуре». 

Средняя Азия в 1922 году до национальной делимитации

Национально-территориальное размежевание обычно изображается как не что иное, чем циничное упражнение по принципу «разделяй и властвуй», намеренно макиавеллистская попытка Сталина сохранить советскую гегемонию в регионе путём искусственного разделения его жителей на отдельные национальные образования и границ, намеренно проведённых так, чтобы оставить меньшинства внутри каждой республики. Хотя Советская власть действительно была обеспокоена возможной угрозой пантюркского национализма, как это выразилось, например, в движении басмачей 1920-х годов, более тщательный анализ, основанный на первоисточниках, рисует гораздо более тонкую картину, чем обычно представляется. 
Советы стремились создать этнически однородные республики, однако многие территории были этнически смешанными (например, Ферганская долина), и зачастую было трудно присвоить «правильный» этнический ярлык некоторым народам (например, смешанным таджикско-узбекским сартам или различным туркменским/узбекским племенам вдоль Амударьи). Местные национальные элиты решительно отстаивали свою точку зрения, и Советы часто были вынуждены решать споры между ними, чему ещё больше мешало отсутствие экспертных знаний и нехватка точных или актуальных этнографических данных о регионе. Более того, национально-территориальное размежевание также стремилось создать «жизнеспособные» организации, при этом экономические, географические, сельскохозяйственные и инфраструктурные вопросы также должны были приниматься во внимание, часто превосходя вопросы этнической принадлежности. Попытка сбалансировать эти противоречивые цели в рамках общей национальной структуры оказалась чрезвычайно трудной, а зачастую и невозможной, что привело к проведению часто извилистых границ, многочисленным анклавам и неизбежному созданию крупных меньшинств, которые в конечном итоге жили не в «своей» республике. Кроме того, во времена СССР никогда не планировалось, чтобы эти границы стали международными границами, как это произошло после распада Советского Союза.
Национально-территориальное размежевание по этническому признаку было предложено ещё в 1920 году. В это время Средняя Азия состояла из двух Автономных Советских Социалистических Республик (АССР) в составе РСФСР: Туркестанской АССР, созданной в апреле 1918 года и охватывающей большую часть территории нынешнего южного Казахстана, Узбекистана и Таджикистана, а также Туркменистана), и Киргизской Автономной Советской Социалистической Республики, которая была создана 26 августа 1920 года на территории, примерно совпадающей с северной частью нынешнего Казахстана (в то время казахов называли «киргизами», а нынешние киргизы считались подгруппой казахов и назывались «кара-киргизами», то есть горными «чёрными кыргызами»). Существовали также две отдельные «республики»-преемники: Бухарский эмират и Хивинское ханство, которые после захвата Красной Армией в 1920 году были преобразованы в Бухарскую и Хорезмскую народные советские республики. 
25 февраля 1924 года Политбюро ЦК КПСС и ЦК объявили, что приступят к национально-территориальному размежеванию в Средней Азии. Надзор за процессом должен был осуществлять Специальный комитет Центральноазиатского бюро с тремя подкомитетами для каждой из основных национальностей региона (казахов, туркменов и узбеков), причём работа тогда проходила чрезвычайно быстро. Первоначальные планы, возможно, сохраняли Хорезмскую и Бухарскую НСР, однако в конечном итоге в апреле 1924 года было решено разделить их, несмотря на зачастую громкое сопротивление их коммунистических партий (хорезмские коммунисты, в частности, не хотели разрушать свою НСР, и их пришлось силой заставить проголосовать за свой роспуск в июле того же года).
Из всех границ Центральной Азии граница между образованиями, которые позже станут Таджикистаном и Узбекистаном, оказалась самой сложной и вызывающей разногласия. Население здесь было чрезвычайно смешанным, и во многих областях существовало слабое ощущение таджикской либо узбекской идентичности, многие вместо этого идентифицировали себя как сарты. В частности, таджикское национальное самосознание на тот момент было плохо развито, и чрезвычайно ограниченное число таджикских коммунистов не могло выдвинуть веские аргументы против гораздо более громких узбеков, многие из которых считали таджиков просто «персианизированными» узбеками. Поэтому при создании Узбекской ССР в 1924 году таджикские области вошли в её состав как Таджикская АССР (за исключением Ходжентской области, входившей непосредственно в состав Узбекской ССР). 

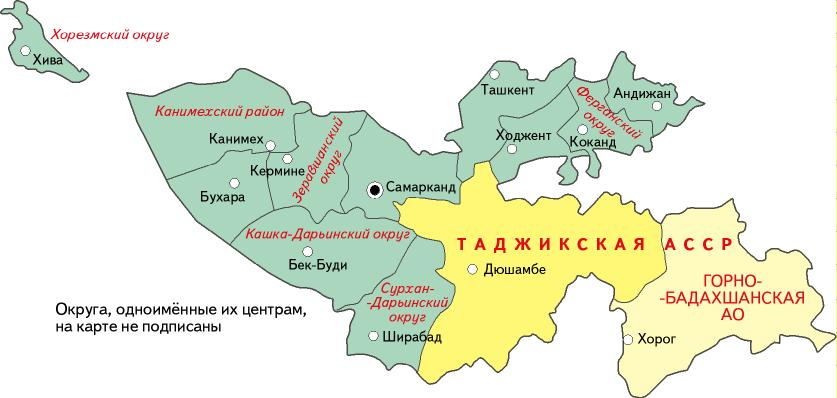
Узбекская ССР в её первоначальном составе, включая непосредственно управляемую Ходжентскую область и Таджикскую АССР. Тогда более крупный Каракалпакстан был включён в состав Казахской АССР.

В последующие годы, похоже, развился таджикский национализм, особенно среди небольшой элиты таджикских коммунистов. Они всё больше возмущались своим «меньшим» статусом в Узбекской ССР и возмущались тем, что считалось узбекским доминированием и своеволием. В результате растущей напряженности Советы решили вернуться к таджикско-узбекскому вопросу в 1929 году. Бюро Центральной Азии определило города Самарканд, Бухара и Худжанд как основные города, населенные таджиками, хотя это осложнялось смешанным характером расселения в прилегающих районах; были также дебаты по поводу Термеза и Сурхандарьинской области, на которые претендовали обе стороны. В итоге таджики получили только Ходжентский район, а узбеки сохранили за собой Бухару, Самарканд и Сурхандарьинскую область. Новая Таджикская ССР была официально создана 5 декабря 1929 года, включив в себя Горно-Бадахшанскую автономную область. Таджики продолжали настаивать на исправлении того, что они считали несправедливым разграничением. Лишённая каких-либо крупных городов, Таджикская ССР должна была управляться из небольшого города Душанбе, позже переименованного в Сталинабад. 
Граница стала международной границей в 1991 году после распада Советского Союза и обретения независимости входящими в него республиками. С тех пор напряженность была высокой: несколько высокопоставленных таджикских политиков заявляли о традиционных претензиях на Бухару и Самарканд, а узбекские политики заявляли о своём праве защищать узбеков, проживающих в Таджикистане. Узбекистан обвинил Таджикистан в том, что он позволил Исламскому движению Узбекистана (ИДУ) разместить базу на своей территории; после взрывов в Ташкенте в 1999 году, которые, с точки зрения Ташкента, были делом рук ИДУ, Узбекистан начал в одностороннем порядке демаркацию и минирование границы. Отношения между двумя государствами заметно улучшились после смерти президента Узбекистана Ислама Каримова в 2016 году; новый президент Шавкат Мирзиёев пообещал улучшить отношения с Таджикистаном, и на высоком уровне были предприняты шаги по разминированию границы и улучшению трансграничного сообщения.

## Пограничные переходы
- Бешарык (UZB) — Канибадам (TJK) (автодорога и железная дорога)[42]
- Пап (UZB) — Навбунёд (TJK) (дорога, только двусторонняя)[42]
- Ойбек (UZB) — Бустон (TJK) (автодорога)[42]
- Бекабад (UZB) — Куштегирмон (TJK) (дорога, только двусторонняя, и железная дорога)[42]
- UZB – Зафарабадский район (TJK) (возможно, здесь несколько двусторонних пересечений, точные детали неизвестны)[42]
- Джартепа (UZB) — Саразм (TJK) (автодорога)[42]
- Денау (UZB) — Турсунзаде (TJK) (автодорога и железная дорога)[42]
- Гульбахор (UZB) — Шахртуз (TJK) (автодорога и железная дорога)[42]